# حديقة كهوف ليبمانان الوطنية
حديقة كهوف ليبمانان الوطنية هي منطقة محمية في الفلبين تقع في بارانجاي سيغاموت في بلدية ليبمانان، كامارينس سور في منطقة بيكول. تتمركز في كهف كولابنيتان الضخم الذي يبلغ طوله 2856 مترًا، وهو عاشر أطول كهف في الفلبين. تغطي الحديقة نفسها مساحة إجمالية قدرها 19.4 هكتارًا عبر الأراضي الزراعية الجبلية في ليبمانان، والمعروف أنها تستضيف على الأقل 18 كهفًا من الحجر الجيري بأطوال وأشكال متفاوتة. تأسست عام 1934 بموجب المرسوم رقم 654.
تشتهر الحديقة بأنها موطن لآلاف الخفافيش التي تم جمع ذرق الطائر من الكهف لعقود. كما أنها موطن لسيفتليتس وبعض العناكب الطويلة المسلحة من نوع فرينوس، والمعروف أنها سامة.